# 916 America
916 America eller 1915 S1 är en asteroid i huvudbältet, som upptäcktes den 7 augusti 1915 av den ryske astronomen Grigorij N. Neujmin vid Simeiz-observatoriet på Krim. Den är uppkallad efter landet USA.
Asteroiden har en diameter på ungefär 33 kilometer.